# HMS Violet (K35)
«Вайолет» (англ. HMS Violet (K35) — військовий корабель, корвет типу «Флавер» Королівського військово-морського флоту Великої Британії за часів Другої світової війни.
Корвет «Вайолет» був закладений 21 березня 1940 року на верфі компанії W. Simons & Co. Ltd. у Ренфрю. 30 грудня 1940 року він був спущений на воду, а 3 лютого 1941 року увійшов до складу Королівських ВМС Великої Британії.

## Історія служби

### 1941
З січня до травня 1941 року корабель виконував завдання із супроводу конвоїв у складі 8-ї ескортної групи, до якої входили есмінці «Вотчмен», «Сардонікс», «Скімітар», «Свейсі», «Малькольм», корвети «Арабіс», «Вербена», «Вайолет», «Монкшуд», «Петунія», «Далія». Група виконувала завдання із супроводу транспортних конвоїв через Атлантику.
З 27 по 30 червня 1941 року 8-ма група супроводжував конвой HX 133, який піддався потужним атакам німецьких підводних човнів. За одну ніч конвой втратив 5 суден. 29 червня «Малькольм» з есмінцем «Скімітар», корветами «Арабіс» і «Вайолет» та мінним тральщиком «Спідвелл» знищили південніше Ісландії німецький підводний човен U-651, з борту якого були врятовані 45 членів екіпажу.
19 січня 1944 року «Вайолет» потопив у Північній Атлантиці південно-західніше Ірландії глибинними бомбами німецький підводний човен U-641. Всі 50 членів екіпажу загинули.